# Волковысский машиностроительный завод
ОАО «Волковы́сский машиностроительный завод» (ОАО «ВМЗ»; ранее — Волковысский завод литейного оборудования, ВЗЛО; бел. Ваўкавыскі машынабудаўнічы завод; Ваўкавыскі завод ліцейнага абсталявання) — белорусская компания, расположенная в городе Волковыск Гродненской области.

## История
В 1902 году в Волковыске на базе мастерской был создан чугунолитейный завод, производивший сельскохозяйственный инвентарь. В 1939 году предприятие национализировано. К апрелю 1941 года на заводе работало 126 человек. В 1944 году завод начал производить оборудование для местной промышленности помимо сельскохозяйственного инвентаря. В этот период назывался Волковысский литейно-механический завод. В 1949 году завод освоил производство оборудования для литейного производства — смешивающих бегунов, — а также оборудования для торфопроизводства и корпусов электромоторов, сохраняя при этом производство востребованного сельскохозяйственного инвентаря. В 1950-е годы завод расширялся, были построены новые цеха. В 1962 году предприятие было преобразовано в Волковысский завод литейного оборудования. В 1964—1966 годах была проведена реконструкция завода. В 1965 году завод был подчинён Главному управлению по производству кузнечно-прессового и литейного оборудования Министерства станкостроительной и инструментальной промышленности СССР, в 1976 году — Всесоюзному промышленному объединению по производству литейного оборудования того же министерства, в 1986 году — НПО по литейному машиностроению, литейной технологии и автоматизации литейного производства «ВНИИЛИТМАШ», в 1988 году — межотраслевому научно-техническому комплексу «АНТИКОР». С 1991 года завод подчиняется Госкомитету Республики Беларусь по промышленности и межотраслевым производствам (с 1994 года — Министерство промышленности Республики Беларусь). Завод поставлял оборудование для металлургических заводов и литейных цехов различных предприятий — в частности, на автозаводы: Ульяновский, Камский, Московский им. Лихачёва, Ижевский, Минский, а также экспортировал продукцию. В 1985 году на предприятии работало 1514 человек. В 1995 году завод производил технологическое оборудование для литейного производства, строительную технику, сельскохозяйственное оборудование. В 2001 году завод преобразован в республиканское унитарное предприятие. Впоследствии предприятие было преобразовано в ОАО «Волковысский машиностроительный завод» с сохранением реквизитов.

## Современное состояние
Завод производит литейное оборудование (смесители литейные чашечные, машины очистные вибрационные, машины размалывающие, сита барабанные полигональные, смесительные машины),  а также оборудование для строительства (бетоносмесители, растворосмесители, растворонасосы) , строительно-отделочные машины (малярное, окрасочное , штукатурное , шпаклёвочное оборудование),  для сельского хозяйства (дробилки кормов, различные транспортёры, измельчители, смесители, фекальные насосы). На предприятии занято около 400 сотрудников. Металлообработка различной степени сложности (по чертежам заказчика ) .